# Palencia Baloncesto
O Club Deportivo Maristas Palencia é um clube profissional de basquetebol situado na cidade de Palencia, Castela e Leão, Espanha que atualmente disputa a Liga Ouro.

## História
O clube foi fundado em 1979 e disputava ligas regionais e autonômicas. A equipe que passou a disputar jogos na Liga EBA foi formada na temporada 2001-2002 e disputou a liga por cinco temporadas alcançando prestígio crescente.
Havia vagas na LEB Prata na temporada 2005-06 e como o Palencia havia sido semifinalista da Liga EBA na temporada anterior, acabou ocupando uma dessas vagas. Na temporada 2008-09 sagra-se campeão da LEB Prata e com isso a promoção para a LEB Ouro e de quebra foi campeão da Copa LEB Plata. A princípio na nova liga o Palencia fez campanhas medianas, chegando a disputar o playoffs de rebaixamento na Temporada 2010-11, mas vem apresentando crescimento expressivo disputando nas duas últimas temporadas o playoff para promoção a Liga ACB..
Na Temporada 2014-15 o Palencia Baloncesto disputou a Copa Príncipe de Astúrias contra o Ribeira Sacra Breogán Lugo e foi campeão em jogo disputado em Palencia por 78x69

## Uniforme
| Casa | Visitante |

## Temporada por Temporada
| Temporada | Nível | Divisão   | Pos. | Pós Temporada            | TR    | PL  | Copas          | Copas |
| --------- | ----- | --------- | ---- | ------------------------ | ----- | --- | -------------- | ----- |
| 2000–01   | 4     | Liga EBA  | 13   | –                        | 10–20 | –   | –              | –     |
| 2001–02   | 4     | Liga EBA  | 10   | –                        | 16–18 | –   | –              | –     |
| 2002–03   | 4     | Liga EBA  | 1    | Oitavas de Finais        | 26–4  | 0–2 | –              | –     |
| 2003–04   | 4     | Liga EBA  | 4    | –                        | 21–9  | –   | –              | –     |
| 2004–05   | 4     | Liga EBA  | 3    | Semifinalista4º          | 25–5  | 2–2 | –              | –     |
| 2005–06   | 3     | LEB 2     | 10   | –                        | 13–17 | –   | –              | –     |
| 2006–07   | 3     | LEB 2     | 7    | Quartas de Finais        | 18–16 | 0–3 | –              | –     |
| 2007–08   | 3     | LEB Prata | 13   | –                        | 12–22 | –   | Copa LEB Plata | SF    |
| 2008–09   | 3     | LEB Prata | 1    | Promovido                | 20–10 | –   | Copa LEB Plata | C     |
| 2009–10   | 2     | LEB Ouro  | 13   | –                        | 14–20 | –   | –              | –     |
| 2010–11   | 2     | LEB Ouro  | 16   | Playoffs de Rebaixamento | 12–22 | 3–0 | –              | –     |
| 2011–12   | 2     | LEB Ouro  | 11   | –                        | 18–16 | –   | –              | –     |
| 2012–13   | 2     | LEB Ouro  | 4    | Semifinalista            | 15–11 | 3–5 | –              | –     |
| 2013–14   | 2     | LEB Ouro  | 3    | Finalista                | 20–6  | 6–4 | Copa Príncipe  | RU    |
| 2014–15   | 2     | LEB Ouro  | 8    | Em Andamento             | 14-14 |     | Copa Príncipe  | C     |